# Espárago de la Barca
Espárago de la Barca (Montpellier, ? - Tarragona, 3 de marzo de 1233) fue un eclesiástico occitano, sucesivamente obispo de Comminges, 
de Pamplona y arzobispo de Tarragona.

## Biografía
Era originario de Montpellier y era primo de la reina María de Montpellier, esposa del rey aragonés Pedro II.
Aparece ya electo en el 17 de junio de 1212 según el Cartulario de Irache, en donde Pedro II le cede las iglesias de San Martín y San Felices al obispado de Pamplona.
Durante su mandato buscó pacificar los conflictos internos entre los distintos distritos de la ciudad de Pamplona, en la cual el rey navarro Sancho VII favorecía a uno, el burgo de San Cernin ya que no permitía ninguna construcción que pudiera amenazar a los de este distrito.
El 22 de febrero de 1215  los obispos Pedro de Puigvert, obispo de Urgel y Poncio de Torrella, obispo de Tortosa presentaron ante el papa Inocencio III su elección y entre el 28 de abril y 26 de mayo del 1215 aparece en los documentos que seguía a la cabeza del obispado de Pamplona pero que había sido elegido para la sede arzobispal de Tarragona, ya que el papa ratificó su elección antes de agosto de ese mismo año ya que para entonces ya había tomado posesión del cargo.
| Predecesor: Juan de Tarazona   | Obispo de Pamplona 1212 - 1215     | Sucesor: Guillermo de Santonge |
| Predecesor: Ramon de Rocabertí | Arzobispo de Tarragona 1215 - 1233 | Sucesor: Guillermo de Montgrí  |